# Emil Iwring

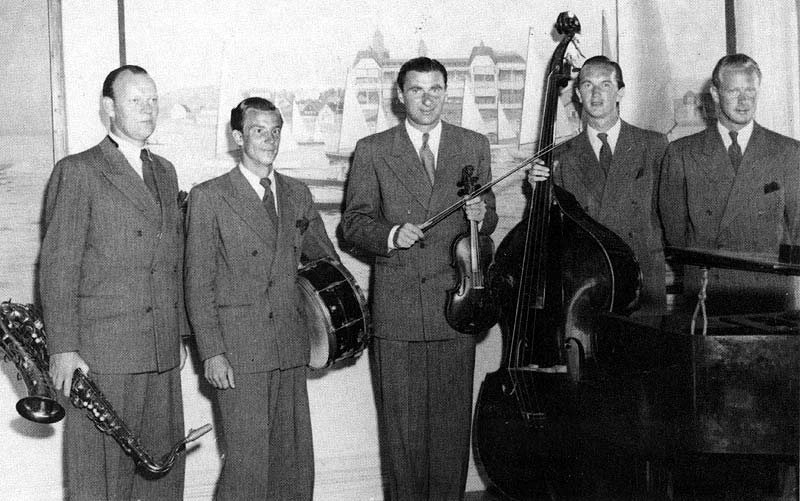
Emil Iwrings kvintett i början av 1940-talet på Långedrags restaurang i Göteborg. Från vänster: Erik "Saxjerker" Eriksson, Sune Holmqvist, Emil Iwring, Roland Bengtsson och Arne Bergqvist.

Emil Ivering (artistnamn Emil Iwring), född 15 augusti 1912 i Stockholm, död 18 december 1999 i Hägersten, var en svensk kompositör, kapellmästare och musiker (violin).
Emil Iwring debuterade 1928. Han bildade 1939 en så kallad studioorkester med namnet Svenska Hotkvintetten, inspirerad av Franska Hotkvintetten med Django Reinhardt och Stéphane Grappelli.
Hotkvintettens första radioframträdande ägde rum den 1 april 1940, under namnet Emil Iwrings kvintett eftersom Radiotjänst inte tyckte att ordet Hot passade i radion. Alice Babs medverkade vid detta tillfälle.
Emil Iwring är begravd på Brännkyrka kyrkogård.

## Filmografi roller
- 1940 – Karl för sin hatt
- 1952 – Blondie, Biffen och Bananen
- 1990 – Honungsvargar